# Energiediscounter
Als Energiediscounter (auch Stromdiscounter oder Billigstromanbieter genannt) wird in Deutschland ein Energieversorgungsunternehmen bezeichnet, welches vermeintlich oder tatsächlich zu vergleichsweise günstigen Preisen Strom oder Erdgas im Rahmen einer Niedrigpreisstrategie anbietet. 
Das Phänomen der Energiediscounter zeichnete sich insbesondere durch fragwürdige Geschäftspraktiken wie Lockangebote zur Kundengewinnung aus. Nach Vertragsabschluss wurden die Preise oft massiv erhöht, wodurch sich für die Verbraucher kein Kostenvorteil mehr ergab. Viele Stromdiscounter spekulierten auf das Verpassen der rechtzeitigen Kündigung des Vertrages und infolgedessen hohe Preise ab Ende der vertraglich vereinbarten Mindestvertragslaufzeit.
Durch Gesetzesänderungen und schließlich infolge des Energiekonflikts mit Russland 2022 ist das beschriebene Geschäftsmodell mittlerweile in Deutschland kaum noch präsent.

## Geschäftsmodell
Energiediscounter gewinnen ihre Kunden oft durch Vergleichsportale. Wichtig für die Discounter ist es daher, ihre Tarife so zu gestalten, dass diese in den Vergleichsportalen möglichst weit oben gelistet werden. Nachdem die Kunden durch die günstigen Preise unter Vertrag gebracht wurden, wurden oft mittelfristig die Preise wieder erhöht. Dies geschah in der ersten Hälfte der 2010er Jahre zum Teil mit umstrittenen Methoden:
- Flexstrom wurde im März 2013 vom Landgericht Berlin verurteilt, eine „täuschende Erklärung“ (Preisanpassung getarnt als Infobrief) zu widerrufen, die Verbraucherzentrale Hamburg hatte das Verfahren beantragt.[7]
- Almado hatte versucht, die Zahlung von Treueboni zu umgehen.[8]
- Care-Energy erhöhte den „Classic Tarif“ zum Januar 2014 von 19,90 auf 24,90 ct/kWh und den Grundpreis von 6,99 auf 9,90 Euro/Monat, obwohl im Oktober 2013 noch mit gleichbleibenden Preisen zum neuen Jahr geworben wurde. Kritik daran und Verweise auf das gebrochene Versprechen von Kunden wurden daraufhin auf der Facebook-Firmenseite mehrfach entfernt.[6]

Die Insolvenzen der kundenstarken Discounter Teldafax Energy (750.000 Kunden) und Flexstrom (835.000 Kunden) führten zu starker Medienresonanz, ebenso das Geschäftsgebaren von Care-Energy (250.000 Kunden, über 53 Millionen Euro EEG-Umlage wurden durch Schein-Contracting umgangen). Care-Energy sorgte 2016 für Aufsehen, da im Juni der Übertragungsnetzbetreiber 50Hertz und im Juli der Netzbetreiber TenneT aufgrund ausstehender Zahlungsverpflichtungen die Verträge gekündigt und somit das Care-Energy-Geschäftsmodell stark beeinträchtigt haben. Die Verbraucherzentrale Niedersachsen warnte in Folge zahlreicher Verbraucherbeschwerden vor dem Abschluss neuer Verträge mit Care-Energy.
Das Phänomen der Energiediscounter in diesem Sinne war insbesondere in den 2010er Jahren zu beobachten. Es gibt zwar weiterhin einen starken Preiskampf zwischen den Energieversorgungsunternehmen um die Strom- und Erdgasversorgung für private Verbraucher; nicht zuletzt durch diverse Gesetzesänderungen wie durch das Gesetz für faire Verbraucherverträge und erweiterte Möglichkeiten zur außerordentlichen Kündigung ist das unlautere Gebaren von Energieversorgungsunternehmen ab ungefähr 2018 aber stark zurückgegangen.
Infolge des Energiekonflikts mit Russland im Zusammenhang mit dem Überfall Russlands auf die Ukraine seit 2022 und der damit verbundenen sehr hohen Einkaufspreise insbesondere für Erdgas verschwanden die Energiediscounter zeitweise vollständig aus den Vergleichsportalen, da ein starker Preiskampf um die Versorgung mit Erdgas und auch elektrischem Strom nicht mehr rentabel war und kurzfristige Einkäufe der Unternehmen auf dem Energiemarkt zu hohen Verlusten für die Anbieter führte. Diverse Anbieter, die günstige Verträge mit Verbrauchern abgeschlossen hatten, mussten die Energie zu deutlich höheren Preisen einkaufen. Einige Energieversorgungsunternehmen kündigten daraufhin einseitig die Verträge, wodurch die Verbraucher in die Grundversorgung rutschten. Viele dieser Kündigungen durch die Energieversorger stellten sich als rechtswidrig heraus.